# Мороз Іван Іванович
Іван Іванович Мороз (28 серпня 1910, село Ромодан Полтавської губернії, тепер селище Миргородського району Полтавської області — 30 листопада 1991, місто Київ) — радянський діяч, фахівець у галузі промисловості будівельних матеріалів і виробів, міністр промисловості будівельних матеріалів Української РСР. Доктор технічних наук (1968), професор (1972).

## Життєпис
У 1931 році закінчив Миргородський індустріально-керамічний інститут на Полтавщині. 
У 1931—1932 роках — викладач Оріхівського керамічного технікуму. Член ВКП(б).
У 1934—1937 роках — викладач Миргородського керамічного технікуму.
З 1937 року — на інженерних та керівних посадах на підприємствах промисловості будівельних матеріалів СРСР. 
У 1946—1955 роках — начальник тресту, начальник управління заводами будівельних матеріалів Міністерства шляхів сполучень СРСР.
У серпні 1955 — 29 серпня 1956 року — заступник міністра промисловості будівельних матеріалів Української РСР.
29 серпня 1956 — 8 квітня 1958 року — міністр промисловості будівельних матеріалів Української РСР.
У липні 1958 — січні 1959 року — 1-й заступник голови та член Державного комітету Ради міністрів Української РСР у справах будівництва (Держбуду УРСР).
У 1959—1962 роках — директор Київського домобудівного комбінату.
У 1962—1975 роках — директор Науково-дослідного інституту скляної та фарфоро-фаянсової промисловості в місті Києві.
У 1975—1988 роках — професор кафедри товарознавства промисловості товарів Київського торгово-економічного інституту. Досліджував проблеми вдосконалення технологій виробництва будівельних матеріалів.
Потім — персональний пенсіонер у Києві.
Помер 30 листопада 1991 року в Києві.

## Основні праці
- Технология строительной керамики: Учеб. пособ. Киев, 1961;
- Пути повышения качества фарфоро-фаянсовых изделий. Киев, 1964;
- Автоматизация производства фарфоро-фаянсовых изделий. Киев, 1965;
- Механизация и автоматизация производственных процессов. Киев, 1967;
- Химически-стойкие керамические материалы и изделия в промышленности. Киев, 1968;
- Технология строительной керамики: Учеб. пособ. Киев, 1972;
- Справочник по фарфоро-фаянсовому производству. Т. 1–2. Москва, 1976–1980 (співавт.);
- Технология фарфоро-фаянсовых изделий: Учеб. пособ. Москва, 1984.